# Бришко

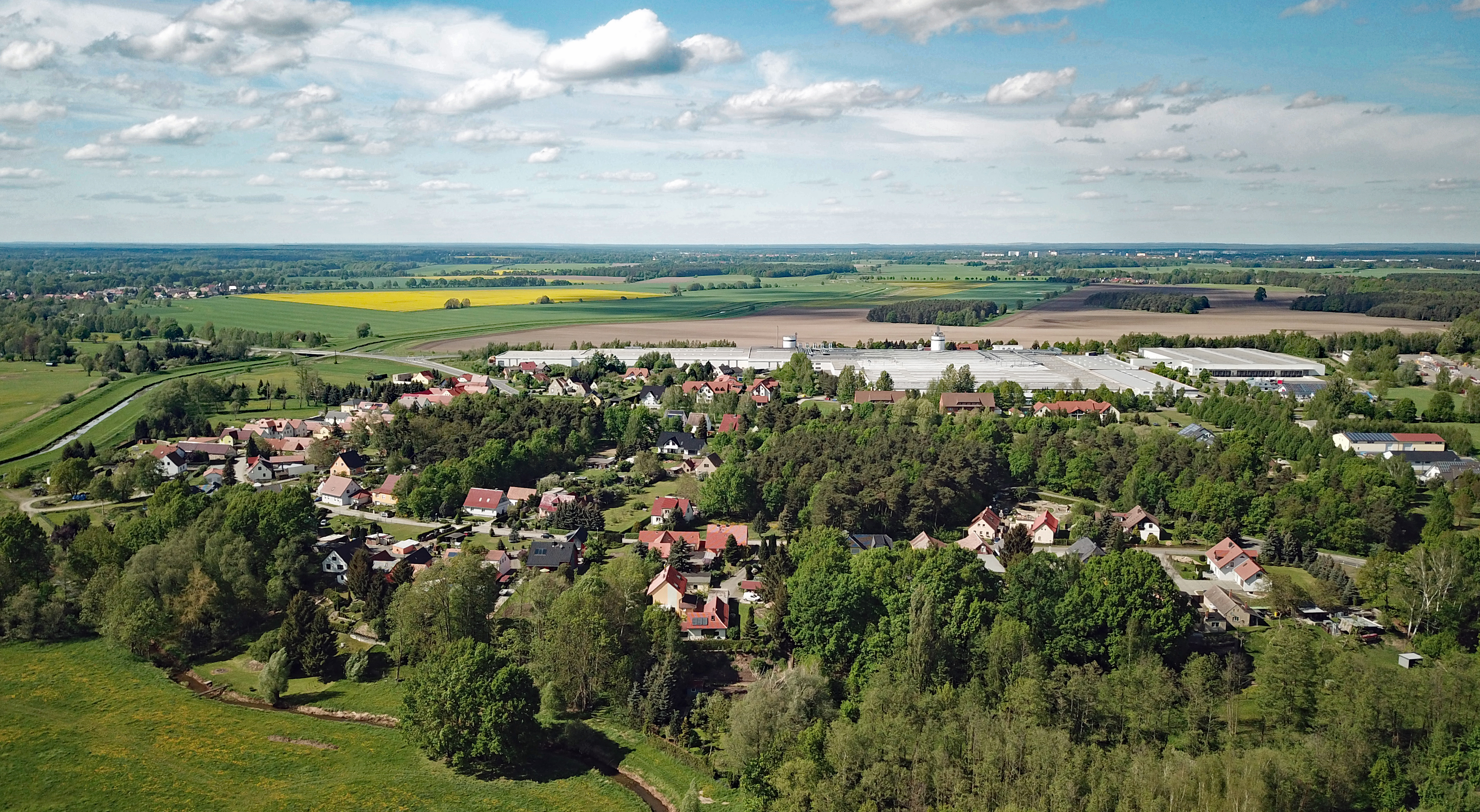

Бри́шко или Бре́жки (нем. Brischko; в.-луж. Brěžkiо файле) — сельский населённый пункт в статусе городского района Виттихенау, район Баутцен, федеральная земля Саксония, Германия.

## География
Населённый пункт находится восточнее Виттихенау на берегу проточного канала Вудра, который в южной части деревни впадает в реку Шварце-Эльстер (серболужицкое наименование — Чорны-Гальштров). Этот канал был построен в 1937 году под руководством Имперской службой труда для защиты Виттихенау от наводнений.
На востоке от деревни располагается обширный лесной массив, за которым находится озеро «Speicher Knappenrode», серболужицкое наименование — Горникечанское озеро (в.-луж. Hórnikečancki jĕzor), являющееся естественной западной границей биосферного заповедника Пустоши и озёра Верхней Лужицы.
Через деревню с юго-востока проходит автомобильная дорога S285, которая на северо-западе соединяет деревню с Виттихенау. В северной части населённого пункта проходит дорога K9219, к югу от которой находится промышленная зона «Maja-Möbel».
Соседние населённые пункты: на севере — деревня Шпола (Спале, в городских границах Виттихенау), на востоке — деревня Маукендорф (Мучов, в городских границах Виттихенау), на юго-востоке — деревня Грос-Зерхен (Вульке-Жджары) коммуны Лоза, на юге — деревня Хоске (Гозк, в городских границах Виттихенау) и на западе — город Виттихенау.

## История
Деревня имеет древнеславянскую круговую форму построения жилых дом с площадью в центре с одной въездной дорогой (в.-луж. kulowc — рундлинг).
Впервые упоминается в 1374 году под наименованием «Bresken». После Венского конгресса в 1815 году вошла в состав Прусского королевства, где находилась в административном округе Лигниц до 8 апреля 1945 года, когда была передана в новый район Хойерсверда. Во время германизации Третьего рейха деревня была переименована в Биркенхайм (прежнее наименование возвращено в 1947 году). 1 января 1957 года деревня вошла в городские границы Виттихенау в статусе отдельного городского района. С 1996 по август 2008 года Виттихеннау находился в районе Каменц. 1 августа 2008 года Виттхенау был передан в район Баутцен.
В настоящее время деревня входит в состав культурно-территориальной автономии «Лужицкая поселенческая область», на территории которой действуют законодательные акты земель Саксонии и Бранденбурга, содействующие сохранению лужицких языков и культуры лужичан.
Исторические немецкие наименования:
- Bresken, 1374
- Brzezen, 1516
- Brieske, 1541
- Breschk, 1568
- Prießke, 1585
- Brißka, 1658
- Brescken, 1746
- Brischko, 1791
- Birkenheim, 1936—1947

## Население
Официальным языком в населённом пункте, помимо немецкого, является также верхнелужицкий язык.
Согласно статистическому сочинению «Dodawki k statisticy a etnografiji łužickich Serbow» Арношта Муки в 1884 году в деревне проживало 74 жителей (все без исключения лужичане).
Лужицкий демограф Арношт Черник в своём сочинении «Die Entwicklung der sorbischen Bevölkerung» указывает, что в 1956 году при общей численности в 140 жителей серболужицкое население деревни составляло 80,7 % (из них 86 взрослых владели активно верхнелужицким языком, 5 взрослых — пассивно; 22 несовершеннолетних свободно владели языком).
| 1825 | 1871 | 1885 | 1905 | 1925 | 1939 | 1946 | 1950 | 2011 | 2016 |
| ---- | ---- | ---- | ---- | ---- | ---- | ---- | ---- | ---- | ---- |
| 70   | 74   | 78   | 83   | 104  | 125  | 135  | 142  | 337  | 166  |